# KJ 아파
케네티 제임스 피츠제럴드 아파(영어: Keneti James Fitzgerald Apa, 1997년 6월 16일 ~ )는 활동명 KJ 아파(영어: KJ Apa)로 알려져있는 뉴질랜드 출신의 배우, 화가, 모델, 음악가이다. CW 드라마 《리버데일》(2017-23)에 주인공 아치 앤드루스 역으로 출연하였다.

## 영상 목록

### 영화
- 베일리 어게인 (2017)
- 더 헤이트 유 기브 (2018)
- 라스트 썸머 (2019)
- 아이 스틸 빌리브 (2020)
- 락다운 213주 (2020) - 니코 역

### 텔레비전
- 쇼트랜드 스트리트 (2013-15)
- 리버데일 (2017-23)

## 음반 목록
- The Third Room (2012)
- Clocks (2021)[1]